# Martina Strutz
Martina Strutz (née le 4 novembre 1981 à Schwerin) est une athlète allemande spécialiste du saut à la perche.

## Carrière

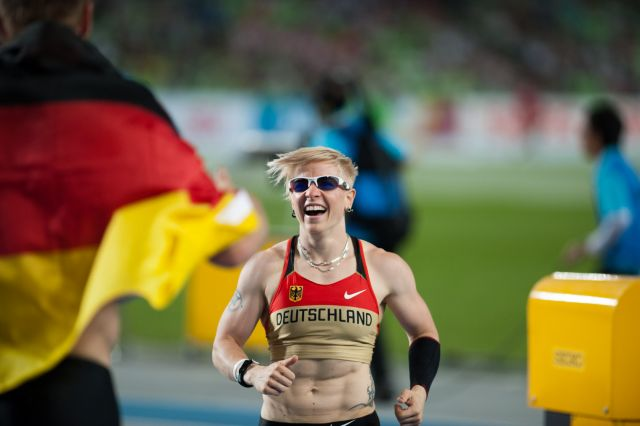
Martina Strutz se classe deuxième des Championnats du monde de 2011

Elle établit son record personnel en extérieur en juillet 2011 en franchissant 4,78 m lors du meeting de Karlsruhe. Elle améliore d'un centimètre le record d'Allemagne de la discipline détenu depuis 2002 par sa compatriote Annika Becker, et signe provisoirement la meilleure performance mondiale de l'année 2011. Sélectionnée pour les Championnats du monde de Daegu, Martina Strutz se classe deuxième du concours et remporte à cette occasion sa première médaille internationale majeure. Elle franchit la hauteur de 4,80 m à son premier essai, améliorant de deux centimètres son propre record d'Allemagne, avant d'échouer à 4,85 m et 4,90 m. Elle s'incline finalement face à la Brésilienne Fabiana Murer (4,85 m). 
Elle devient en 2012 vice-championne d'Europe à Helsinki, devancée aux essais par la Tchèque Jiřina Svobodová et prend la cinquième place début août des Jeux olympiques de Londres avec 4,55 m.
Après une saison 2013 et 2014 en deçà de son niveau, elle se retrouve en 2015 avec des performances régulières et modeste aux alentours de 4,60 m. Elle réussit à se qualifier pour la finale mondiale le 24 août à Pékin.
Le 18 juin 2016, Martina Strutz devient championne d'Allemagne avec un saut à 4,70 m à son 3e essai, son meilleur saut depuis les mondiaux de 2011 où elle remportait l'argent (4,80 m). Le 9 juillet, elle rate complètement sa finale des Championnats d'Europe d'Amsterdam et ne prend que la 10e place avec 4,45 m.
À bientôt 35 ans, Strutz prend la 9e place des Jeux olympiques de Rio avec 4,60 m.

## Palmarès
| Date | Compétition                         | Lieu              | Résultat | Marque |
| ---- | ----------------------------------- | ----------------- | -------- | ------ |
| 2000 | Championnats du monde juniors       | Santiago du Chili | 5e       | 4,00 m |
| 2006 | Coupe d'Europe des nations en salle | Liévin            | 3e       | 4,40 m |
| 2006 | Championnats d'Europe               | Göteborg          | 5e       | 4,50 m |
| 2006 | Coupe du monde des nations          | Athènes           | 4e       | 4,40 m |
| 2011 | Championnats du monde               | Daegu             | 2e       | 4,80 m |
| 2012 | Championnats d'Europe               | Helsinki          | 2e       | 4,60 m |
| 2012 | Jeux olympiques                     | Londres           | 5e       | 4,55 m |
| 2015 | Championnats du monde               | Pékin             | 8e       | 4,60 m |
| 2016 | Championnats d'Europe               | Amsterdam         | 10e      | 4,45 m |
| 2016 | Jeux olympiques                     | Rio de Janeiro    | 9e       | 4,60 m |

## Records
| Épreuve          | Épreuve   | Performance | Lieu    | Date            |
| ---------------- | --------- | ----------- | ------- | --------------- |
| Saut à la perche | Extérieur | 4,80 m      | Daegu   | 30 août 2011    |
| Saut à la perche | Salle     | 4,55 m      | Leipzig | 27 février 2011 |